# Bonadelle Ranchos-Madera Ranchos, California
Bonadelle Ranchos-Madera Ranchos, California (енгл. Bonadelle Ranchos-Madera Ranchos) град је у америчкој савезној држави Калифорнија.

## Демографија
По попису из 2010. године број становника је 8.569, што је 1.269 (17,4%) становника више него 2000. године.
| Група             | 2000.         | 2010.         |
| Белци             | 5.538 (75,9%) | 5.752 (67,1%) |
| Афроамериканци    | 102 (1,4%)    | 114 (1,3%)    |
| Азијати           | 83 (1,1%)     | 207 (2,4%)    |
| Хиспаноамериканци | 1.376 (18,8%) | 2.305 (26,9%) |
| Укупно            | 7.300         | 8.569         |